# SKA Arena
SKA Arena is een multifunctionele overdekte arena in Sint-Petersburg, Rusland. Het werd geopend in 2023 en is de thuisbasis van SKA Sint-Petersburg uit de Kontinental Hockey League. Met een capaciteit van 21.542 zitplaatsen voor ijshockeywedstrijden is het de grootste indoor arena van Rusland, en de grootste ijshockeyarena ter wereld. Hiermee verbrak de arena de titel van de Bell Centre in Montreal, Canada.
Oorspronkelijk was het de bedoeling dat de arena enkele prominente wedstrijden van het IIHF Wereldkampioenschap van 2023 zou huisvesten, maar in april 2022 ontnam de IIHF Rusland de rechten om het evenement te organiseren, terwijl het Internationaal Olympisch Comité opriep om Rusland en Wit-Rusland de rechten te ontnemen om alle internationale sportevenementen te organiseren vanwege de Russische inval in Oekraïne . 

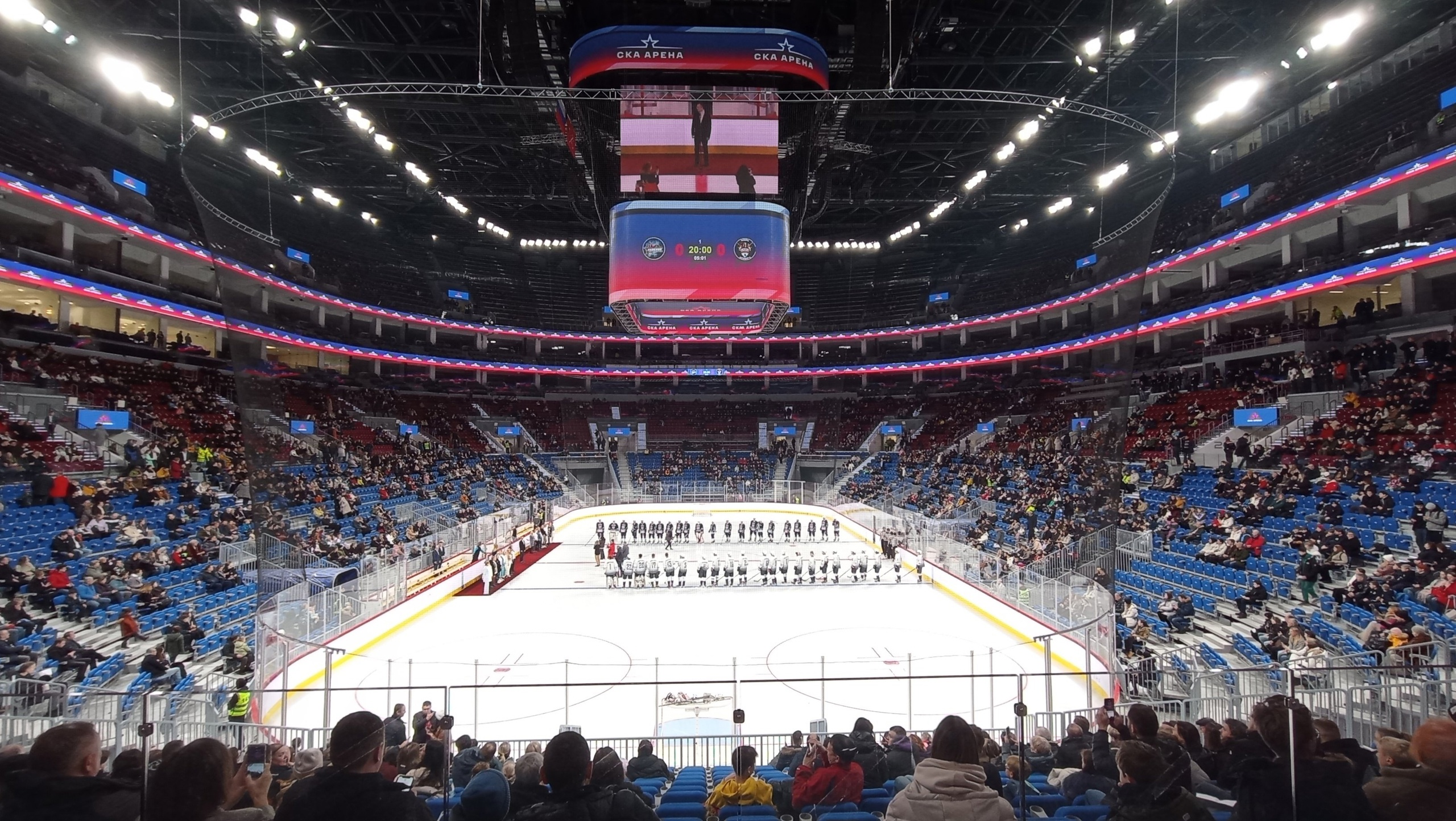
SKA-Arena